# 费尔顿 (特拉华州)
费尔顿（英語：Felton），是美国特拉华州肯特县（Kent）下属的一座城镇，面积为2.04平方公里，均为陆地。2011年的数据显示该地有人口1,320人。论人口在本州排行第27。